# Pigeonnier de la ferme de Montmorency
Le pigeonnier de la ferme de Montmorency (ou colombier), situé  à Goussainville, commune française du département du Val-d'Oise en région Île-de-France, a été construit aux XVIIe et XVIIIe siècles. Ce pigeonnier en moellons et plâtre appartient à la Ferme des Montmorency, rue Brulée.
Le pigeonnier n'est pas divisé en étages à l'intérieur et comptait environ 3 500 nids en argile à l'intérieur de la façade pour les pigeons. Ces dernières années, le bâtiment s'est de plus en plus détérioré.